# Abercio (mártir)
Abercio (mártir) es un mártir de la Iglesia cristiana. La historia de su martirio se ha perdido. Su fiesta es el 5 de diciembre. Se le menciona en el Menaea Graeca y en el Menologio de la Iglesia Católica Ortodoxa de Oriente.